# Têmis
Têmis (português brasileiro) ou Témis (português europeu) (em grego:  Θέμις, transl.: Thémis), na mitologia grega, era uma titânide, filha de Urano e de Gaia. Era a deusa-guardiã dos juramentos dos homens e da lei, sendo costumeiro invocá-la nos julgamentos perante os magistrados. Por isso, foi por vezes tida como deusa da justiça, título atribuído na realidade a Dice cuja equivalente romana é a deusa Justiça.
Têmis empunha a balança, com que equilibra a razão com o julgamento, e/ou uma cornucópia; mas não é representada segurando uma espada. Seu nome significa "aquela que é posta, colocada".

## Mitologia
Gaia havia sido gerada do Caos, e Urano foi gerado de Gaia. Com Urano, Gaia gerou os 12  titãs: Oceano, Ceos, Crio, Hiperião, Jápeto, Teia, Reia, Têmis, Mnemosine, a coroada de ouro Febe e a amada Tétis; por fim nasceu Cronos, o mais novo e mais terrível dos seus filhos, que odiava a luxúria do seu pai.
Quando ainda criança, foi entregue por Gaia aos cuidados de Nix, que acabara de gerar Nêmesis. O objetivo de Gaia, era proteger Têmis do enlouquecimento de Urano. Porém Nix estava cansada, pois gerara incessantemente seus filhos. Então Nix entrega sua filha Nêmesis, e a sobrinha Têmis aos cuidados de suas mais velhas filhas, as moiras (Cloto, Laquésis e Átropos).
As Moiras criam as duas deusas infantes e lhes ensinam tudo sobre a ordem cósmica e natural das coisas; e a importância de zelar pelo equilíbrio. As Moiras são as deusas do destino, tanto dos homens, quanto dos deuses e suas decisões não podem ser transgredidas por ninguém. Desta criação, vimos a origem das semelhanças das duas lindas e poderosas deusas criadas como irmãs: Têmis, a deusa da justiça, e Nêmesis, a deusa da retribuição.
Há uma versão errada, segundo a qual as Moiras seriam filhas de Têmis. O que pode ter gerado tal equívoco possivelmente foi confundi-las com as horas (ciclos presentes na natureza, estações, clima, vegetação, etc), que também agem nas energias cíclicas da natureza, assim como as Moiras (ciclos vitais da vida, nascer, crescer, etc). Têmis, na mitologia grega, é a deusa dos juramentos, mãe de Dice, deusa da justiça, a protetora dos oprimidos.
A primeira esposa de Zeus foi Métis que, depois de colocá-la em seu ventre, Zeus casou-se com Têmis. Zeus era filho de Cronos e Reia, irmãos de Têmis.
Sentava-se ao lado de seu trono, pois era sua conselheira. Considerada para a mitologia a personificação da ordem e do direito divinos, ratificados pelo costume e pela lei.
Zeus e Têmis foram os pais das horas, de Eunômia, Dice, Irene; numa versão considerada errônea, são a eles atribuídas também as três moiras (Cloto, Láquesis e Átropos), consideradas normalmente como anteriores a Têmis.).

## Oráculos
Têmis não representa a matéria em si, como sua mãe Gaia, mas uma qualidade da terra, ou seja, sua estabilidade, solidez e imobilidade. Ela é uma deusa que falava com os homens através dos oráculos. O mais famoso de todos os templos oraculares da Grécia Antiga, Delfos, pertencia originalmente a Gaia, que o passou a filha Têmis. Depois disso, ele foi de Febe e só no fim foi habitado por Apolo. Há pesquisadores que afirmam, no entanto, que Têmis é o próprio princípio oracular, de modo que, em vez de ter havido quatro estágios de ocupação do oráculo de Delfos, foram só três: Gaia-Têmis, Febe-Têmis e Apolo-Têmis. Portanto, Têmis tinha máxima ligação com a questão das previsões oraculares e, no fundo, representa a boca oracular da terra, a própria voz da Terra, ou seja, Têmis é a terra falando.
Quando o titã Prometeu foi acorrentado ao Cáucaso, Têmis profetizou que ele seria libertado. Sua profecia se concretizou quando Héracles (ou Hércules na mitologia romana), salvou-o do seu castigo. Foi Têmis quem alertou Zeus que o filho de Métis seria uma ameaça a seu pai.
Ajudou Deucalião e Pirra a formar a humanidade após o dilúvio enviado como castigo por Zeus, profetizando que ambos deveriam "jogar os ossos de sua mãe para trás das costas". Pirra ficou temerosa de cometer algum sacrilégio ao profanar os ossos de sua mãe, não captando o sentido da profecia. Deucalião, porém, entendeu tratar-se de pedras os ossos da deusa-Terra, mãe de todos os seres. Assim ele atirou pedras para trás e delas surgiram homens.
Os oráculos dados por Têmis, não profetizavam só o futuro, mas eram ainda, mandamentos das leis da natureza às quais os homens deveriam obedecer. A deusa nos fala de uma ordem e de uma lei naturais que precedem as noções culturalmente condicionadas da organização e das regras derivadas das necessidades de uma sociedade.
Alguns pensadores creem ser Têmis uma abstração das noções humanas de uma justiça de uma cultura específica, presumivelmente matrifocal. Uma visão arquetípica, sustentaria que Têmis não é o produto da organização social, mas o pressuposto para tanto. Sua existência psicológica precede-o e subjaz ao entendimento humano do que ela quer dizer ou ensinará. A visão arquetípica localizaria sua origem na natureza psíquica, no inconsciente coletivo, ao invés de localizá-la na cultura e na consciência coletiva. Ela não é secundária, e sim fundamental.
Entretanto, nos cultos a Têmis eram celebrados os "mistérios" ou "orgias", emprestando-lhe a visão que ela era uma deusa genuína, e não uma simples personificação da ideia abstrata de legalidade. Têmis é a deusa oracular da Terra, ela defende e fala em nome da Terra, do enraizamento da humanidade em uma inabalável ordem natural.

## Olimpo
Um dos atributos de Têmis é sua grande beleza, além do poder de atração de sua dignidade. Sua atratividade física é confirmada pelo mito em que Zeus a persegue com seu estilo desenfreado e, finalmente, a desposa. Em outra versão após Zeus devorar  Métis grávida, as moiras levam Têmis até Zeus para se tornar a segunda esposa de Zeus, e as moiras profetizam que Zeus precisa e tem muito a aprender com Têmis, que é tão sábia quanto Métis.
Seu mais ardente adversário no Olimpo foi Ares, o deus da guerra cujo apetite por violência e sede de sangue não conhecia limites. Não porque Têmis fosse contra a guerra, mas agia com motivos de ordem ambiental, pois a guerra reduziria a população humana. Na qualidade de mãe das Horas (e pai Zeus), Têmis está também por trás da progressão ordenada do tempo na natureza. As horas representavam a ordenação natural do cosmo: inverno e depois primavera, dia depois a noite, uma hora após a outra.
Sua outra filha com Zeus, Astreia, deusa virgem protetora da humanidade e que simboliza a pureza e a inocência, também era uma deusa da justiça. Conta-se que ela deixou a Terra no fim da Idade do Ouro para não presenciar as aflições e sofrimentos da humanidade durante as idades do Bronze e do Ferro. No céu ela tornou-se a constelação de Virgem. Também a balança de Têmis, que Astreia carregava foi transformada em uma constelação, Libra.
As horas ou estações (filhas de Zeus e Têmis) são: Irene (paz), Dice (justiça) e Eunômia (disciplina); estas são as horas mais velhas e estão ligadas a legislação e ordem natural, sendo uma extensão dos atributos de Têmis. Esta última está relacionada com a representação da divindade da justiça. Têmis e Dice elucidam o lado ético do instinto, a voz miúda e calma no seio do impulso. Dice, para a humanidade, é a função de base institucional muito sintônica com o que chama de instinto para reflexão.
Existem mais três horas que são guardiãs da ordem natural, do ciclo anual de crescimento da vegetação e das estações climáticas anuais. (Talo, Carpo e Auxo)
Ao presidir as reuniões de cunho político do Olimpo, Têmis manifesta o teor organizacional de sua dignidade e justiça. Têmis congregava às reuniões com seriedade moral e obrigava os grandes e poderosos a ouvir, de modo consciencioso, as objeções e contribuições dos irmãos e irmãs menos proeminentes. A deusa opunha-se ao domínio de um sobre muitos e apoiava a unidade mais que a multiplicidade, a totalidade mais do que a fragmentação, a integração mais do que a repressão. Nessa atividade de contenção e vinculação, Têmis revela o princípio operado pela consciência feminina: a lei do amor.
Têmis era a deusa da consciência coletiva e da ordem social, da lei espiritual divina, paz, ajuste de divergências, justiça divina, encontros sociais, juramentos, sabedoria, profecia, ordem, nascimentos, cortes e juízes. Foi também inventora das artes.

## Zeus e Têmis
Têmis foi a segunda esposa de Zeus, depois de Métis e antes de Hera. É ela que temperou o poder de Zeus com muita sabedoria e com seu profundo respeito pelas leis naturais. Sendo uma titânide, suas raízes são instintivas e pré-olímpicas e estende-se à frente, para incluir uma visão cósmica das operações finais e essenciais do universo inteiro.
Além de esposa e conselheira, Têmis é também mentora de Zeus. Em um mito ela aparece como ama de leite de Zeus bebê, ensinando-o a respeitar a justiça. No casamento de Zeus e Têmis vemos duas forças, uma solar e outra lunar, trabalharem coligadas com poucos conflitos a serem observados. Zeus era o rei todo-poderoso, absoluto, um padrão arquetípico que governa a consciência coletiva, que tanto cria como mantém uma coletividade. Mas é Têmis, que movimentando-se dentro de vários outros padrões arquetípicos, desestabiliza o absolutismo e as certezas de Zeus. Ela movimentava-se em uma direção contrária, nunca deixando de incluir o máximo possível. Têmis exercia portanto, um efeito de abrandamento.
Entretanto, o casamento do dois não foi de total doce harmonia, pois embora transitasse sabedoria entre eles, os ditames de um e do outro, sempre tinham um preço muito elevado, pois nada possui solução definitiva.
Na imagem de Zeus consultando Têmis, podemos aceitar uma boa dose de troca. Zeus é quem rege e decide, enquanto Têmis assume uma atitude mais suave e dá seu toque relativizador que procede de perspectivas mais abrangentes.